# Direction de la Documentation et des Recherches
Cet article possède un paronyme, voir Division de l'information, de la documentation et des recherches.
La Direction de la Documentation et des Recherches ou la DDR, est une direction du MALG qui est le service de renseignement de l'ALN le bras armé du FLN durant la guerre d'Algérie.

## Histoire
La DDR fut créée en février 1959, son rôle est de rechercher tous les renseignements sur l'armée française. Pour cela il dispose de centres d'écoutes et des commandement territoriaux Est et Ouest. La DDR s'appuie sur les ambassades arabes au Maroc et en Tunisie. Elle utilise des services techniques chargés de l'exploitation des écoutes et une brigade opérationnelle chargée d'interroger les prisonniers et les déserteurs français. Tous les renseignements sont transmis au GPRA. Les centres d'écoutes sont installés à Nador et au Kef en 1958. L'année suivante d'autres, sont installés à La Marsa, à Thala à Bouarfa, Figuig, Berkane et Oujda. En 1960 à Ghardimaou, ce centre écoute les réseaux du corps d'armée de Constantine, et à La Marsa, on écoute les préfectures et les gendarmeries. Une école de cadres est créée à Tunis.

## Sources bibliographiques
- Maurice Faivre, Le renseignement dans la guerre d’Algérie, Éditeur : Lavauzelle, Collection : Renseignement Histoire & Géopolitique, 2006,  (ISBN 270251314X)
- Jacques Baud, Encyclopédie du renseignement et des services secrets, Éditeur : Lavauzelle, Collection : Renseignement & Guerre Secrètes, 2002,  (ISBN 978-2702507537)